# 矢口以文
矢口 以文（やぐち よりふみ、1932年（昭和7年）11月1日 - ）は、日本の詩人、英文学者、北星学園大学名誉教授。
宮城県石巻市生まれ。1955年東北学院大学文経学部英文学科卒業。1962年国際基督教大学大学院博士課程満期退学。1965年米国インディアナ州ゴーシェン大学大学院修了。1966年北星学園大学助教授、教授、1999年退職、名誉教授、北海道文教大学教授。2009年退職。日本現代英米詩学会会長、日本キリスト教文学会北海道支部会会長などを歴任。現代英米詩の翻訳を手がけ、多数日本に紹介した。詩誌「新現代詩」「Aurora」同人 。アナバプテスト・メノナイト教会シャローム集会責任者。
長男の矢口洋生は仙台白百合女子大学学長。次男の矢口祐人は東京大学副学長・東京大学大学院情報学環教授。

## 著書
- 『にぐろの大きな女 矢口以文詩集』創映出版 創映選書、1972
- 『夜の木立　矢口以文詩集』創映出版、1978
- 『アメリカ現代詩の一面』旺史社、1983
- 『先祖たち 矢口以文詩集』響文社、1985
- 『イエス 詩集』日本基督教団出版局、1987
- A Forlorn Dog [poems] 教文社、c1993
- 『呼ぶ声 詩集』響文社詩人叢書、1993
- 『目を覚ましている木 矢口以文詩集』響文社、1997
- 『英米詩の窓から見た風景』アルトスの森、2001
- 『周辺の人々 矢口以文詩集』知加書房 新・現代詩叢書、2003
- 『天国の宴会 矢口以文詩集』英宝社、2004
- 『詩ではないかもしれないが、どうしても言っておきたいこと 矢口以文詩集』コールサック社、2010

### 翻訳
- 『良い時に シド・コーマン詩集』思潮社 現代の芸術双書、1969
- 『R・S・トーマス詩集』ロバート・ウィットマー共訳　創映出版、1973
- 『アン・セクストン詩集』創映出版、1974
- 『ロバート・クンツ詩集』創映出版、1974
- ジャン・バニエ『希望にあふれて』長沢巌共訳　日本基督教団出版局、1976
- 『バイバイ、おじちゃん ラルフ・バックウォルター詩集』響文社、1986
- M.ハットフィールド『良心への服従 アメリカ上院議員の証し』日本基督教団出版局、1987
- 『サンタになった魔法使い ドクター・カナイと仲間たち』綱島洋一文 阿部夕希子絵 中西出版、2011
- 『脱原発・自然エネルギー218人詩集』鈴木比佐雄、若松丈太郎、鈴木文子、御庄博実、佐相憲一共編 木村淳子、結城文、島田桂子、棚瀬江里哉、沢辺裕子共訳 コールサック社、2012

### 記念論文集
- 『響き合う言葉』編 響文社、1999

## 参考
- 矢口以文 『詩ではないかもしれないが、どうしても言っておきたいこと』 コールサック社、2010。ISBN 978-4-903393-98-8。